# Oscar Parviainen
Oscar Anders Parviainen, född 9 juni 1880 i Helsingfors, död 14 oktober 1938 i Kalmar, var än finländsk-svensk målare och grafiker.
Han var son till handlaren Anders Parviainen och Olga Maria Kleinch och gift med Jenny Eli Kristine Sievers. Efter konststudier i Finland studerade Parviainen vid Axel Tallbergs etsningsskola på Konstakademien i Stockholm 1905. Därefter företog han studieresor till bland annat Nordafrika, Frankrike, Spanien och en längre period i Norge 1920. Han medverkade i utställningen Nordisk grafik på Liljevalchs konsthall 1924 och i utställningen Interskandinavisk grafikk i Oslo 1932-1933 samt i en grafikutställning i London 1938. Hans konst består av porträtt och landskapsmålningar utförda i olja samt grafik med varierande motiv. Parviainen är representerad vid Kungliga biblioteket i Stockholm och Ateneum i Helsingfors. 